# 云南瘤果芹
云南瘤果芹（学名：Trachydium kingdon-wardii）为伞形科瘤果芹属的植物，为中国的特有植物。分布于中国大陆的云南、西藏等地，生长于海拔2,700米至4,700米的地区，多生于高山草甸和林下，目前尚未由人工引种栽培。